# José Ribeiro
José Ribeiro (Lisboa, 1961) é um piloto português de todo-o-terreno, que participou três vezes no Rali Dakar. Foi também co-piloto de 	Paulo Duarte em diversas etapas do Rali de Portugal, que faz parte do Campeonato Mundial de Rali.
Ex-publicitário e comerciante, foi sócio da “Terra Firme” empresa especializada na venda de equipamento e preparação de expedições automóvel e aventura. Piloto amador com experiência em alguns raids e expedições, planeou ao longo de vários anos a sua ida ao “Dakar”, fazendo questão de participar sem qualquer assistência, fazendo a manutenção da sua moto, e viver a aventura no verdadeiro “espírito do Dakar” dos tempos pioneiros. 
Em 1994, no mesmo ano em que Bernardo Vilar e Paulo Marques se iniciaram no ”Dakar”, José Ribeiro participou no rali, com o invulgar percurso Paris-Dakar-Paris, numa Suzuki DR650. Chegou a Dakar (representando nesse ano apenas metade do trajecto) vencendo as grandes dificuldades inerentes a uma participação sem assistência. Já rumo a Norte, no fim da 12º etapa, entre Atar e Nouadhibou, José Ribeiro sofreu uma queda, que lhe provocou um traumatismo craniano, e foi impedido pelos médicos da organização de continuar a prova.
Voltou ao ”Dakar” em 1998, de carro, como navegador de Luis Sá Couto, em Nissan Terrano, mas desistiram devido a problemas técnicos. 
Em 2001, participou no seu terceiro “Dakar”, conduzindo o Defender inscrito com o número 501, viatura de assistência de Elisabete Jacinto, de Carlos Ala e de Pedro Machado. Na 8ª etapa, no Sahara Ocidental, ao passar a fronteira entre Marrocos e a Mauritânia, o carro que conduzia teve a parte da frente destruída pela explosão de uma mina. Os dois mecânicos que viajavam consigo saíram ilesos, mas José Ribeiro ficou ferido com gravidade. Foi evacuado e operado num hospital em Las Palmas e, depois de uma longa recuperação, faz hoje uma vida normal apesar de ter sofrido a amputação de parte do pé esquerdo. 
Verdadeiro amador, imbuído do “espírito do Dakar”, José Ribeiro nunca conseguiu concretizar o sonho de terminar um “Dakar”. 